# Jordpassage (Uranus)
Jordpassage benämns det som inträffar när vår egen planet Jorden passerar framför solen sett från Uranus, men även från Mars, Jupiter, Saturnus och Neptunus. Jorden kan då ses som en liten svart skiva som långsamt rör sig över solens yta.
Den senaste Jordpassagen från Uranus skedde den 20 juni 1988 och nästa kommer att inträffa den 17 november 2024.
Den synodiska perioden för Jorden och Uranus är 369,64 dygn. Den kan beräknas med formeln 1/(1/P-1/Q) där P är jordens sideriska omloppstid (365,25636 dygn) och Q är Uranus omloppstid (30799,095 dygn).

## Tidtabell för Jordpassager från Uranus[2]
Jordpassagerna inträffar med ungefär 40 års mellanrum. Då inträffar ett antal jordpassager med ungefär 370 dagars intervall. Nedan lämnas uppgifter för tre sådana serier av jordpassager.
| 21 november 1941 |
| 25 november 1942 |
| 30 november 1943 |
| 3 december 1944  |
| 7 december 1945  |
| 12 december 1946 |
| 17 december 1947 |
| 20 december 1948 |
| 25 december 1949 |
| 19 maj 1981      |
| 24 maj 1982      |
| 29 maj 1983      |
| 2 juni 1984      |
| 6 juni 1985      |
| 11 juni 1986     |
| 16 juni 1987     |
| 20 juni 1988     |
| 17 november 2024 |
| 21 november 2025 |
| 26 november 2026 |
| 30 november 2027 |
| 3 december 2028  |
| 8 december 2029  |
| 12 december 2030 |
| 17 december 2031 |
| 21 december 2032 |
| 19 maj 2065      |
| 24 maj 2066      |
| 29 maj 2067      |
| 2 juni 2068      |
| 7 juni 2069      |
| 12 juni 2070     |
| 17 juni 2071     |
| 20 juni 2072     |